# Estadio Todor Diev
El Estadio Todor Diev (en búlgaro: Стадион „Тодор Диев“, "Ухото") es un estadio de fútbol ubicado en Plovdiv, Bulgaria, en el área suburbana de Kichuk Parizh.

## Historia
El estadio fue inaugurado en 1926 originalmente como un estadio multiusos para el gigante Botev Plovdiv. En 1949 el estadio fue tomado por las autoridades comunistas y le fue otorgado como sede al FC Spartak Plovdiv. El estadio fue remodelado entre 1982 y 1984. Actualmente cuenta con capacidad para 3,500 espectadores y sigue siendo la sede del Spartak. El nombre del estadio es por Todor Diev, el mejor jugador de la historia del Spartak.
El récord de asistencia al estadio ha sido de 11,353 espectadores el 27 de abril de 1991 por la semifinal de la Copa de Bulgaria entre el Spartak ante el FC Pirin (0:0). El estadio es conocido como el Loftus Road de Plovdiv, en relación con la sede del club inglés QPR, equipo que utiliza el mismo uniforme del Spartak. Los caminos que comunican al Todor Diev Stadium llegan a Macedonia y Tracia.